# Верховлянь
Верховлянь — село в Ступинском районе Московской области в составе Леонтьевского сельского поселения (до 2006 года входило в Алфимовский сельский округ). В Верховляни на 2015 год одна улица и 2 переулка. В Верховляни находится полуразрушенная Церковь Рождества Пресвятой Богородицы конца XIX века постройки.

## Население
| 2002 | 2006 | 2010 |
| ---- | ---- | ---- |
| 1    | ↗4   | ↘3   |

Верховлянь расположено в восточной части района, на правом берегу реки Осёнка (правый приток Северки), высота центра деревни над уровнем моря — 179 м. Ближайшие населённые пункты: Костомарово примерно в 1 км на северо-запад и Васьково — в 1,5 км на северо-восток.

## История
До 1929 года Верховлянь было центром Верховлянской волости Коломенского уезда.